# ショッキング・ブルー
Shocking Blue （ショッキング・ブルー） は1967年～1974年に活動していた、オランダ出身のロックバンドである。

## 略歴

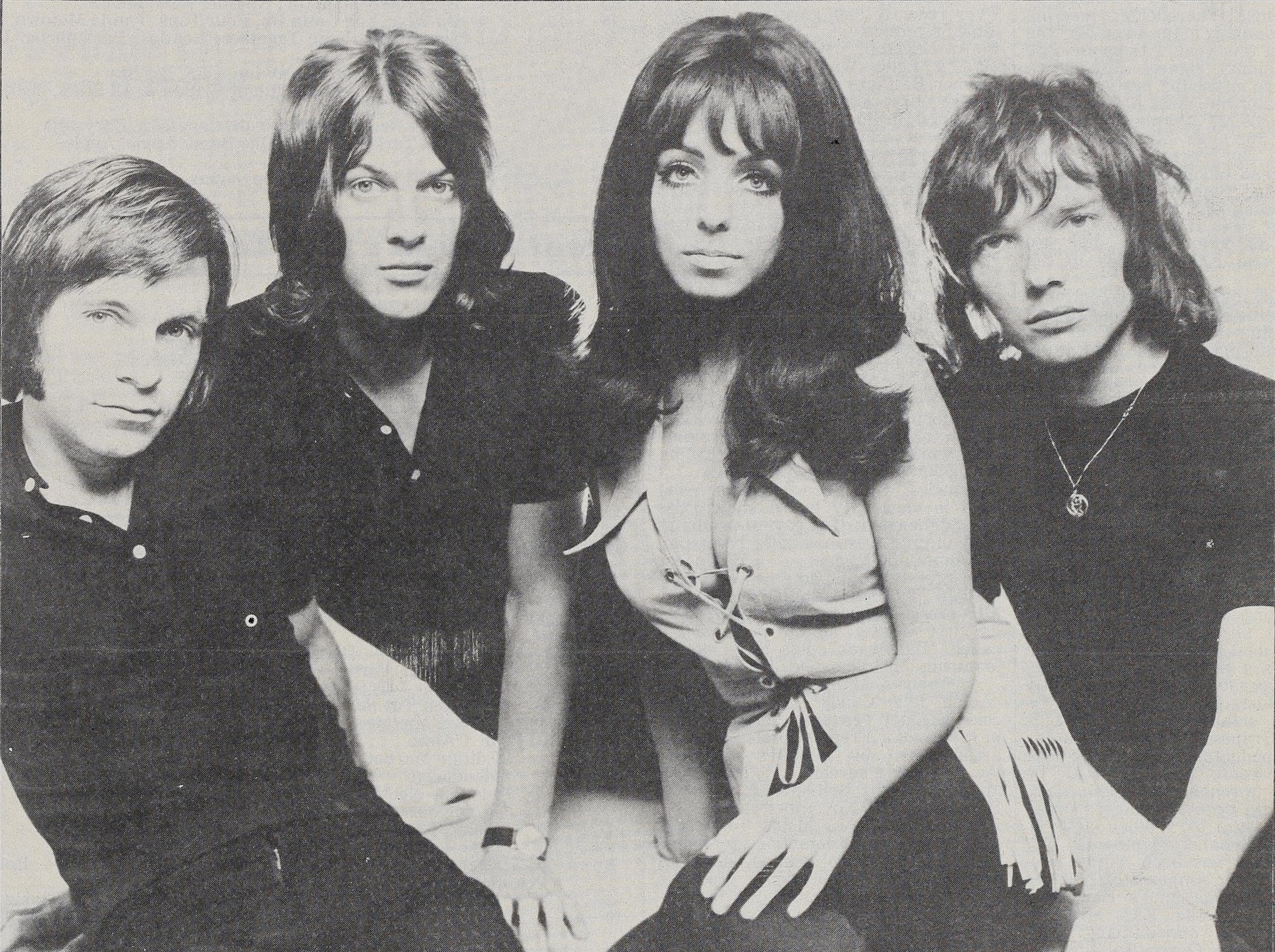
Shocking Blue on the cover of Cash Box; November 22, 1969

ロビー・ファン・レーベン（Robbie van Leeuwen）がオランダで結成。ヴォーカルのマリスカ・ヴェレスは、途中参加である。
マリスカはハンガリーとドイツのハーフで、父親がジプシー・オーケストラのヴァイオリン奏者であったことから、父とともに幼少の頃から歌を歌ってきており、また、ショッキング・ブルーに加入する前にも、いくつかのバンドでヴォーカルを担当している。
1969年7月に、オランダで、「ヴィーナス」を発売、1970年2月7日のアメリカの「ビルボード（Billboard）」誌にて、週間ランキング第1位を獲得した。同誌1970年の年間ランキングでは第22位を記録し、ショッキング・ブルー最大のヒット曲となった。また、フランス、ドイツ、イタリア、スペイン、ベルギーでは週間チャート1位を獲得したものの、オランダでの週間チャート最高位は3位にとどまった。
71年には来日公演を行った。

## 代表作品など
- センド・ミー・ア・ポストカード （1968年。オランダで11位）
- 明日に向う道　原題：Long Lonesome Road（1969年。ビルボード75位、オランダで17位）
- ヴィーナス （1969年。ビルボード1位、オランダで3位、オリコン2位。日本では1970年春に大ヒットを記録した）
- マイティ・ジョー （1969年。ビルボード43位、オランダで1位。なお、世界的にはミリオンセラーを記録[1]）
- 悲しき鉄道員　原題：Never Marry a Railroad Man（1970年。ビルボード102位、オランダで1位、オリコン2位。日本では回転数を早めたシングルにより、1970年秋〜冬に大ヒットを記録した）
- グッド・サリー （1971年。日本でのみシングルカットされた）
- 悲しき恋心　原題：Blossom Lady（1971年。来日記念盤。オランダで2位、オリコン17位）
- 夜明けの太陽 （1972年。日本でのみシングルカットされた。原題は「I'll follow the sun」であるが、ビートルズのそれとは同名異曲である）
- アメリカ （1974年）
- Gonna sing my song （1975年。所属レコード会社との契約上の関係から、解散の翌年にリリースされた。日本未発売）
- ラヴ・バズ（ニルヴァーナのカヴァーでも知られる）
- ホット・サンド（ヴィーナスのB面曲。当初、ヴィーナスと両A面の扱いだった）